# 12-й армійський корпус (Україна)
12-й армійський корпус (12 АК) — оперативно-тактичне об'єднання Сухопутних військ Збройних сил України.

## Історія

### Передумови
З кінця 2024 року обговорювався перехід ЗСУ на корпусну систему. На початку 2025 року ці зміни почали втілюватися.

### Створення
У січні — лютому 2025 року про створення корпусу або його існування повідомила низка українських джерел.
На травень 2025 року склад корпусу не був остаточно відомий, але з повідомлень офіційної сторінки 12-го корпусу у facebook оглядачі називали, що в оперативному підпорядкуванні управління корпусу перебувають військові частини, виділені до складу сил оборони Києва.

## Структура
- 112-та окрема бригада територіальної оборони[6]
- 118-та окрема бригада територіальної оборони[6]
- 1-й окремий батальйон охорони особливо важливих державних об'єктів НГУ[6]
- 25-та окрема бригада охорони громадського порядку НГУ[6]
- 27-ма Печерська бригада НГУ[6]
- 31-ша бригада НГУ[6]
- 2-й окремий медичний батальйон[7]

## Командування

### Командири
- на 2025: полковник Процюк Павло[8]